# NGC 1313
NGC 1313 is een balkspiraalstelsel in het sterrenbeeld net. Het hemelobject werd op 27 september 1826 ontdekt door de Schotse astronoom James Dunlop. Het sterrenstelsel bevindt zich dicht bij NGC 1313A.
Er is een supernova waargenomen in dit sterrenstelsel: SN 1987k.

## Synoniemen
- PGC 12286
- ESO 82-11
- VV 436
- AM 0317-664
- IRAS03176-6640